# Deltocyathus vincentinus
Espèce
Deltocyathus vincentinus est une espèce de coraux appartenant à la famille des Deltocyathidae ou Caryophylliidae.